# 朗加特
朗加特（法語：Langatte，法語發音：[lɑ̃ɡat]；洛林法兰克语：Langd）是法国摩泽尔省的一个市镇，属于萨尔堡-萨兰堡区。

## 地理
朗加特（48°45'21"N, 6°58'51"E）面积12.97 平方千米，位于法国大東部大區摩泽尔省，该省份为法国东北部内陆省份，是洛林的一部分，西南接默尔特-摩泽尔省，东临下莱茵省，北与卢森堡和德国接壤。
与朗加特接壤的市镇（或旧市镇、城区）包括：贝班、弗里堡、欧克洛谢、凯尔普里什欧布瓦、罗德。

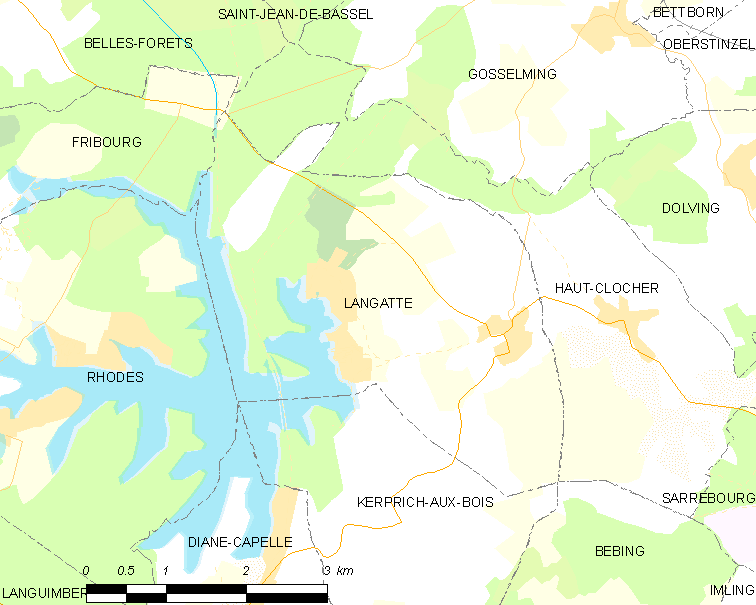
朗加特的OSM定位图

朗加特的时区为UTC+01:00、UTC+02:00（夏令时）。

## 行政
朗加特的邮政编码为57400，INSEE市镇编码为57382。

## 政治
朗加特所属的省级选区为萨尔堡县。

## 人口

1962-2008年间朗加特人口变化图示

朗加特于2022年1月1日时的人口数量为629人。